# Werner Kolditz
Werner Kolditz (* 12. Dezember 1925 in Eckernförde; † 14. September 2004) war ein deutscher Fußballspieler und -trainer. Der überwiegend als Mittelläufer im damals praktizierten WM-System aufgelaufene Spieler von Bremerhaven 93 absolvierte in der alten erstklassigen Oberliga Nord von 1948 bis 1956 für die „Weinroten“ vom Zollinlandstadion 204 Ligaspiele und erzielte als Abwehrspieler sechs Tore.

## Laufbahn

### Spieler, bis 1956
Mit drei Jahren war Werner Kolditz mit seinen Eltern nach Bremerhaven gezogen. Die elterliche Wohnung befand sich fast in Sichtweite des „Zolli“-Platzes. Als Schüler trat er 1935 den 93er bei und mit 17 Jahren debütierte er in der 1. Mannschaft. Nach Ende des Zweiten Weltkrieges belegte er mit TuS 93 in der Saison 1946/47 in der Oberliga Niedersachsen Nord den 5. Rang und spielte deshalb mit seiner Mannschaft im ersten Jahr der neu eingeführten Oberliga Nord, 1947/48, in der NFV-Verbandsliga Staffel Bremen. In dieser glückte mit 40:8 Punkten der Meisterschaftsgewinn und damit erlangte er mit seinen Spielkameraden die Teilnahmeberechtigung für die Qualifikationsrunde zur Aufstiegsrunde in die Oberliga Nord. Dort setzte sich Bremerhaven gegen Göttingen 05, MTV Braunschweig und Eintracht Osnabrück durch und traten dann in der Aufstiegsrunde gegen Teutonia Uelzen, Altona 93, Göttingen 05, Eimsbütteler TV und den Itzehoer SV an. Mit Mitspielern wie Heinz Cella (Torhüter), Verteidiger Horst Wagenbreth und den Angreifern Günter Geise und Günter Block errang Kolditz mit TuS 93 den angestrebten Aufstieg in die Erstklassigkeit der Oberliga Nord.
In der Debütsaison 1948/49 reichte es in einer 13er-Liga zwar nur zum 12. Rang, der Klassenerhalt war aber trotzdem erreicht. Nach erbittertem Gezerre am grünen Tisch war mit einer Generalamnestie ein Schlussstrich unter sämtliche Spielberechtigungsstreitfälle gezogen worden: Der Abstieg fiel aus und die Liga wurde auf 16 Teilnehmer ausgebaut. Kolditz debütierte am Rundenstarttag, den 29. August 1948, bei einer deutlichen 1:7-Auswärtsschlappe beim Hamburger SV in der Oberliga Nord. Er spielte rechter Außenläufer und hatte es mit der Offensivqualität der HSV-Angriffsreihe mit Friedrich Niemann, Heinz Trenkel, Siegfried Jessen, Heinz Spundflasche und Erich Ebeling zu tun gehabt. Acht Tage später, am 5. September, gelang aber vor 15.000 Zuschauern im Zollinlandstadion ein 3:0-Heimerfolg gegen den FC St. Pauli. Die Angriffsreihe der Elf vom Heiligengeistfeld war mit Rolf Börner, Fritz Machate, Heinz Lehmann, Heinrich Schaffer und Hermann Michael nicht weniger prominent wie die HSV-Reihe besetzt gewesen.
In der zweiten Oberligarunde, 1949/50, steigerte sich Bremerhaven unter dem österreichischen Trainer Gustav Wieser deutlich und erreichte 30:30 Punkte und belegte damit den 10. Rang. Kolditz bestritt 29 Ligaeinsätze (1 Tor) und profitierte wie die gesamte Mannschaft, von der Laufstärke und spielerischen Qualität des Mittelfeldspielers Werner Lang, der alle 30 Spiele bestritt und neun Tore erzielte.
Ab der Saison 1950/51 war Helmuth Johannsen für die Trainingsleitung des Vereins aus der Stadt an der Wesermündung zuständig. Mit seiner von Ernsthaftigkeit, Fachlichkeit, Korrektheit und Direktiven über den Platz hinaus geprägten Arbeitsweise, etablierte der spätere Bundesligatrainer die 93er im Mittelfeld der Oberliga Nord. Kolditz und seine Mannschaftskameraden belegten dreimal in Folge den 8. Rang und nach dem 7. Rang 1953/54, verabschiedete sich Johannsen aus Bremerhaven. In den vier Runden unter Johannsen hatte Kolditz 117 Oberligaspiele absolviert und drei Tore erzielt.
Die erfolgreichste Saison erlebte Kolditz nach dem Weggang von Johannsen zu Holstein Kiel und der Trainerübernahme durch Robert Gebhardt, der in der letzten Johannsen-Saison 1953/54 noch in fünf Spielen für die „Weinroten“ aufgelaufen war, in der Runde 1954/55.
Der Rundenstart glückte mit einem wegweisenden 3:1-Heimerfolg am 22. August 1954 im Zollinlandstadion gegen den amtierenden Deutschen Meister Hannover 96. Dabei bildete Mittelläufer Kolditz mit seinen zwei Außenläufern Werner Lang und Erich Bücker die tragende Läuferreihe des Gastgebers. Es folgten drei weitere Erfolge gegen den Bremer SV, VfB Oldenburg und VfL Osnabrück und damit die Tabellenführung mit 8:0 Punkten. Die 0:3-Auswärtsniederlage durch drei Tore des jungen Mittelstürmers Uwe Seeler beim Hamburger SV am fünften Spieltag, brachte zwar Ernüchterung an den „Zolli“, aber es folgte nicht der Absturz in das Mittelfeld der Liga. In der Rückrunde reichte es für Lang und seine Mitspieler vor 13.000 Zuschauern am 17. April 1955 zu einem 2:2-Heimremis gegen den Rekordmeister des Nordens, welcher aber ohne die zwei herausragenden Angreifer Klaus Stürmer und Uwe Seeler hatte auflaufen müssen. Mit der besten Abwehr im Norden, nur 38 Gegentore hatten Torhüter Lühr, Lang, Kolditz, Bücker und Wagenbreth zugelassen, landeten die 96er auf dem zweiten Platz und zogen als Vizemeister in die Endrunde um die deutsche Fußballmeisterschaft 1955 ein.
Vor der eigentlichen Endrunde mussten die Gebhardt-Schützlinge noch ein Qualifikationsspiel gegen den Südwestvize Wormatia Worms am 4. Mai in Düsseldorf bestreiten. Das Spiel endete nach Verlängerung 3:3-Unentschieden. Einen (!) Tag später, am 5. Mai, setzte sich Bremerhaven im Wiederholungsspiel mit einem 3:2-Sieg durch und war damit für die Gruppe II in der Endrunde qualifiziert. Gegner waren Rot-Weiss Essen, Worms und Kickers Offenbach, aber nicht im „Zolli“ im Stadtteil Lehe, durch den DFB bestimmt im Weserstadion in Bremen. In den „auswärtigen“ Heimspielen setzten sich Kolditz und seine 93er mit 1:0 gegen Worms und 2:0 gegen den Südmeister Kickers Offenbach durch und trotzten dem späteren Deutschen Meister Rot-Weiss Essen vor 15.000 Zuschauern ein 1:1-Remis ab. Gegen die gefürchtete RWE-Offensive um August Gottschalk und Helmut Rahn bestanden zu haben, war mehr wie nur ein Achtungserfolg für die Mannen um Abwehrchef Kolditz. TuS belegte mit 6:6 Punkten den zweiten Gruppenplatz. Kolditz hatte alle acht Endrundenspiele mit Bremerhaven 93 bestritten.
Zuvor hatte die Gebhardt-Elf bereits in den Spielen um den DFB-Pokal des Jahres 1955 überzeugt. In der ersten Hauptrunde setzte man sich mit einem 5:1-Heimerfolg im „Zolli“ gegen die SpVgg Erkenschwick mit dem jungen Horst Szymaniak durch und am 19. Dezember 1954 gelang ein 3:1-Erfolg gegen den Hamburger SV, wo der HSV zwar ohne Uwe Seeler angetreten war, aber mit Schemel, Schlegel, Harden, Stürmer und Wojtkowiak durchaus prominent in der Offensive bestückt gewesen war. Im Viertelfinale beendete der FC Schalke 04 in der heimischen Glückauf-Kampfbahn durch einen 2:0-Sieg den weiteren Weg der „Zolli“-Elf im Pokal.
Acht Tage vor dem Rundenstart in die Oberliga 1955/56, am 17. August 1955, verloren Kolditz und Kollegen das Viertelfinalspiel um den Norddeutschen Pokal mit 0:1 bei Werder Bremen. Nach der Hinserie wies TuS 93 eine voll umfänglich ausgeglichene Bilanz vor: 15 Spiele, je fünf Siege, Unentschieden und Niederlagen, 15:15 Punkte, 24:24 Tore und belegte damit den 7. Rang. Das 18. Spiel verlor Kolditz mit Bremerhaven am 22. Januar 1956 beim Hamburger SV mit 0:2 – das Spiel wurde später aber nicht gewertet und am 29. April 1956 wiederholt – und damit war die Laufbahn von Kolditz in der Oberliga Nord abrupt beendet. Heinz Lill übernahm in den restlichen Spielen der Hinrunde seine Stopperrolle und TuS 93 behielt den 7. Rang auch am Rundenende. Der Grund seines Aufhörens Ende Januar 1956 ist aus der vorliegenden Literatur nicht eruierbar.
Der nach dem Krieg als einer der elementarsten Leistungsträger bei den „Weinroten“ geltende Defensivchef, der laut Grüne über hervorragende technische Fähigkeiten, große Grundschnelligkeit und Kampf- und Kopfballstärke verfügte und im Zenit seines Könnens zu den besten Mittelläufern Deutschlands gezählt haben soll, beendete nach 204 Oberligaeinsätzen mit sechs Toren seine Spielerkarriere. Er hat sich im Sommer 1956 für TuS 93 reamateurisieren lassen.
In seiner Zeit bei TuS 93 hatte er sich in der Oberliga Nord mit Könnern wie Heinz Spundflasche, Herbert Wojtkowiak, Adolf Vetter, Karl-Heinz Preuße, Günter Schlegel, Werner Erb, Willi Schröder, Fritz Apel, Kurt Hinsch, Fred Boller, Kurt Manja und den HSV-„Zwillingen“ Stürmer/Seeler duelliert und sich dabei einen guten Namen geschaffen.

### Trainer
Später war er als Trainer bei SG Leherheide und BSC Grünhöfe tätig. Bei der „U70“ des VfB Lehe hielt er sich auf seine alten Tage fit.

## Weblink
- Spieler A–Z (Spundflasche), aufgesucht am 1. März 2022

| Personendaten    | Personendaten            |
| ---------------- | ------------------------ |
| NAME             | Kolditz, Werner          |
| KURZBESCHREIBUNG | deutscher Fußballspieler |
| GEBURTSDATUM     | 12. Dezember 1925        |
| GEBURTSORT       | Eckernförde              |
| STERBEDATUM      | 14. September 2004       |